# 1995 în jocuri video
Acest articol prezintă evenimente importante legate de jocuri video din anul 1995. Vezi și istoria jocurilor video.

## Evenimente
În 1995, au apărut mai multe sequel-uri și prequel-uri în jocurile video, cum ar fi Dragon Quest VI, Mario's Picross,  Mega Man 7, Super Mario World 2: Yoshi's Island și Tekken 2, împreună cu titluri noi ca Battle Arena Toshinden, Chrono Trigger, Rayman, Soul Edge, Twisted Metal, Star Wars: Dark Forces, Destruction Derby, Wipeout sau Jumping Flash!.
Jocul arcade cu cele mai mari încasări în Japonia a fost Virtua Fighter 2, iar în Statele Unite a fost Daytona USA (pentru al doilea an consecutiv) și Mortal Kombat 3. Jocul video de acasă cu cele mai mari vânzări cunoscute în 1995 a fost Dragon Quest VI, în ciuda lansării sale doar în Japonia. Super Famicom a fost consola de jocuri cel mai bine vândută în Japonia, în timp ce Sega Genesis a fost cea mai vândută consolă din America de Nord.

### Reviste
În 1995, au apărut 12 numere lunare ale revistei Computer Gaming World.
Apare lunar revista Level în Cehia, primul număr la 24 ianuarie. LEVEL a fost a treia revistă, după Excalibur în 1991 și Score în 1994, despre jocuri pe calculator, lansată pe piața și în limba cehă.